# Автошлях Т 0105
Автошля́х Т 0105 — автомобільний шлях територіального значення в Автономній Республіці Крим. Пролягає територією Бахчисарайського району та Севастопольської міськради через Танкове — Оборонне. Загальна довжина — 26,1 км.

## Маршрут
Автошлях проходить через такі населені пункти:
| Автошлях Т 0105           |        |
| Автономна Республіка Крим |        |
| Бахчисарайський район     |        |
| Танкове                   | Т 0117 |
| Красний Мак               |        |
| Залісне                   |        |
| Севастопольська міськрада |        |
| Тернівка                  |        |
| Оборонне                  | Н19    |